# Claise
Claise – rzeka we Francji, przepływająca przez teren departamentów Indre oraz Indre i Loara, o długości 87,6 km. Stanowi dopływ rzeki Creuse.